# Funambulismo

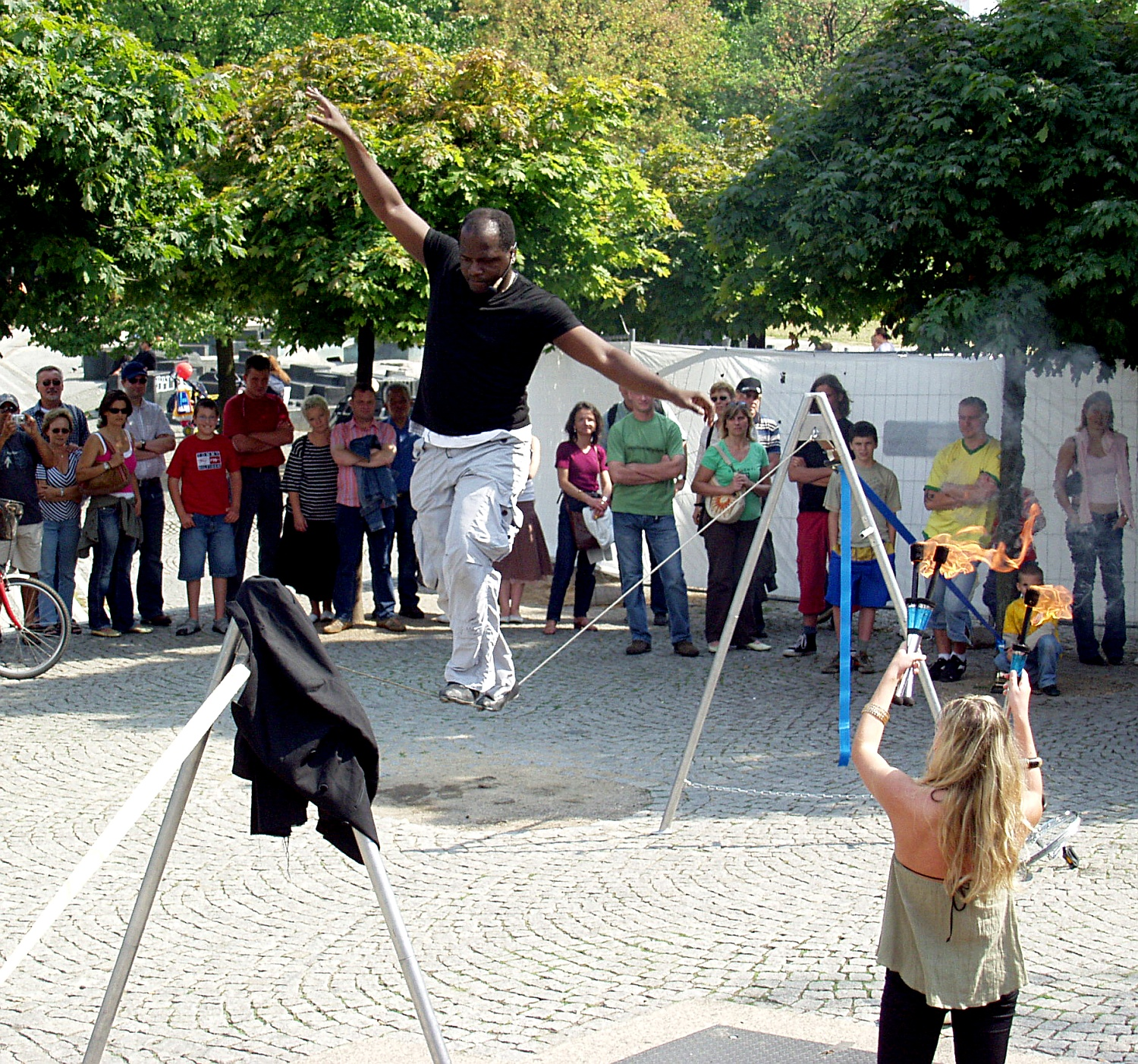
Sobre a corda

O funambulismo é uma arte circense baseada em habilidades de equilibrismo que consiste em caminhar sobre uma corda (chamada corda bamba ou maroma; tecnicamente funâmbulo) tensa em posição elevada. A corda está presa pelos dois extremos. A altura desta varia de acordo com a habilidade do executante e as possibilidades de segurança do local. No Brasil, usa-se mais o termo equilibrismo e, para quem o pratica, equilibrista.